# Peter Wuyts
Peter Wuyts (* 24. Februar 1973 in Turnhout) ist ein ehemaliger belgischer Straßenradrennfahrer.
Peter Wuyts konnte 1995 die Gesamtwertung bei der Ronde van Antwerpen für sich entscheiden. 1996 wurde er Profi bei der belgischen Radsportmannschaft Tönissteiner-Saxon. Im nächsten Jahr gewann er die zweite Etappe bei der Tour de Namur und konnte so auch die Gesamtwertung für sich entscheiden. In der Saison 1998 gewann er mit seinem Team Vlaanderen 2002-Eddy Merckx die Tour de la Haute-Sambre und jeweils eine Etappe bei der Ronde van Nederland und bei der Tour de l’Avenir. 1999 wechselte er zu Lotto-Mobistar, wo er unter anderem bei der Tour de France startete. Dort schaffte er es viermal unter die besten zwanzig und belegte in der Gesamtwertung am Ende den 112. Platz. Ab 2001 fuhr Wuyts für die belgische Mannschaft Collstrop-Palmans. 2004 gewann er die Omloop van het Meetjesland und 2005 war er bei De Drie Zustersteden erfolgreich.

## Erfolge
1998
- eine Etappe Ronde van Nederland
- eine Etappe Tour de l’Avenir

2005
- De Drie Zustersteden

## Teams
- 1994 Saxon-Selle Italia (Stagiaire)

- 1996 Tönissteiner-Saxon

- 1998 Vlaanderen 2002-Eddy Merckx
- 1999 Lotto-Mobistar
- 2000 Lotto-Adecco
- 2001 Collstrop-Palmans
- 2002 Palmans-Collstrop
- 2003 Palmans-Collstrop
- 2004 MrBookmaker.com-Palmans
- 2005 MrBookmaker.com-SportsTech
- 2006 Palmans Collstrop
- 2007 Palmans-Cras